# كارلو بيزاكاني
كارلو بيزاكاني ولد في 22 أغسطس 1818 في نابولي، كان ثوري إيطالي في فترة توحيد إيطاليا.

## روابط خارجية
- كارلو بيزاكاني على موقع الموسوعة البريطانية (الإنجليزية)